# Беркатал
Беркатал (њем. Berkatal) општина је у њемачкој савезној држави Хесен. Једно је од 16 општинских средишта округа Вера-Мајснер. Према процјени из 2010. у општини је живјело 1.704 становника. Посједује регионалну шифру (AGS) 6636002.

## Географски и демографски подаци
Беркатал се налази у савезној држави Хесен у округу Вера-Мајснер. Општина се налази на надморској висини од 234 метра. Површина општине износи 19,6 km². У самом мјесту је, према процјени из 2010. године, живјело 1.704 становника. Просјечна густина становништва износи 87 становника/km².